# Strigania americana
Strigania americana är en fjärilsart som beskrevs av Blanchard 1852. Strigania americana ingår i släktet Strigania och familjen nattflyn. Inga underarter finns listade i Catalogue of Life.